# Hache Team
Hache Team est une écurie de sport automobile espagnol.

## Historique
Le 18 mai 2008, l'écurie organise un roadshow à Valladolid pour faire la promotion de sa saison de Formule 3,.
En 2009, l'écurie participe au championnat Le Mans Series en catégorie LMP2 avec une Lucchini LMP2/08. En avril, l'écurie organise deux jours d'essais sur le circuit de Montmeló en vue de la manche de Spa. Un aileron développé par les ingénieurs de Hache Team est testé.
Fonsi Nieto, Carmen Jordá et Máximo Cortés se partagent le volant lors des 1 000 kilomètres d'Algarve où l'équipage est contraint à l'abandon,,,.
En octobre 2009, l'écurie présente son programme et espère engager deux voitures en Le Mans Series pour la saison 2010.